# مورین اوهارا
مورین اوهارا (به انگلیسی: Maureen O'Hara) (زاده ۱۷ اوت ۱۹۲۰ – درگذشته ۲۴ اکتبر ۲۰۱۵) بازیگر و خواننده ایرلندی سینما بود. او اغلب ایفاگر نقش زنانی شدیداً عاشق‌پیشه بود که از نظر اخلاقی بسیار حساس بودند. اوهارا اغلب در کارهای کارگردان شهیر سینما جان فورد و در کنار دوست دیرین خود جان وین به ایفای نقش پرداخت. او هنوز به خاطر موهای قرمز معروف، لبخندهای خیره‌کننده و آن چشم‌های درشت و گیرایش دلربا و جذاب است و هواداران بی شماری از نسل‌های مختلف در سراسر جهان داشت. اوهارا علاوه بر جان فورد که در فیلم‌های متعددی از وی بازی گرفت با کارگردانان بزرگی چون آلفرد هیچکاک، ژان رنوار، کارول رید، ویلیام ولمن، هنری کینگ و ویلیام دیترله همکاری کرد.

## دوره حرفه‌ای

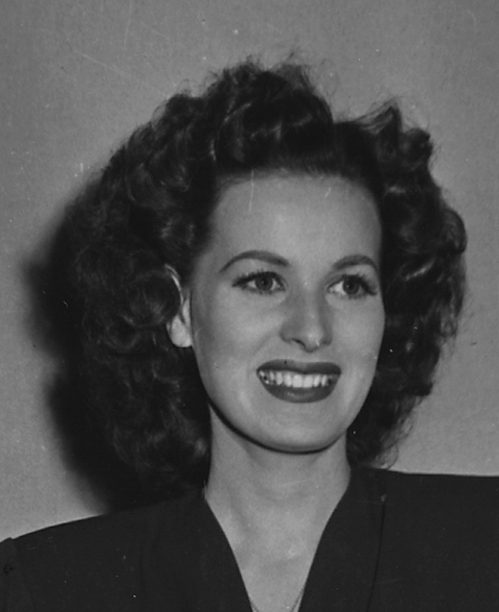
مورین اوهارا در استودیو RKO سال ۱۹۴۲

غول عصر طلایی سینمای کلاسیک آمریکا در اوج حرفه کاریش به عنوان یکی از زیباترین زنان جهان شناخته می‌شد. نخستین حضورش با نام مورین اوهارا در عرصه سینما بازی در فیلم مسافرخانه جامائیکا، (۱۹۳۹) اثر کارگردان اسطوره‌ای سینما آلفرد هیچکاک بود. در همان سال اوهارا بار دیگر در کنار چارلز لافتون در فیلمی از ویلیام دیترله به نام گوژپشت نتردام به ایفای نقش پرداخت. فیلم بعدی او رقص، دختر، رقص نام داشت. اما سال ۱۹۴۱ و حضور در فیلم دره من چه سرسبز بود اثر جان فورد نقطه عطفی در کارنامه بازیگری وی بود. قوی سیاه (۱۹۴۲) به کارگردانی هنری کینگ اثر موفق دیگری در کارنامه اوهارا محسوب می‌شود. حضور در موزیکال به یادماندنی معجزه در خیابان ۳۴ام اثر جورج سیتون در کنار ناتالی وود بازیگر بزرگ سینما برگی زرین و افتخاری همیشگی در کارنامه بازیگری وی به جا گذاشت.
اوج کار اوهارا حضور در نقش ماری کیت داناهر معشوق شاون با بازی جان وین در فیلم مرد آرام اثر جان فورد است، فیلمی که تأثیری عمیق بر فیلمسازان مشهوری چون فرانسیس فورد کاپولا در فیلم پدرخوانده و استیون اسپیلبرگ در فیلم ای تی گذاشت. او اغلب با حضور در کنار جان وین در فیلم‌هایش به یاد آورده می‌شود. آن‌ها از سال ۱۹۴۸ تا ۱۹۷۲ در ۵ فیلم با هم همکاری کردند: ریو گرانده، مرد آرام، نشان عقاب، مکلینتاک و جیک بزرگ. مورین اوهارا در سال ۱۹۴۶ شهروند قانونی ایالات متحده شد و شهروند وطنش ایرلند و ایالات متحده شد.

## افتخارات
مورین اوهارا در روز ۹ نوامبر ۲۰۱۴ جایزه اسکار افتخاری را در ۹۴ سالگی دریافت کرد. او در این مراسم بر روی صندلی چرخدار نشسته بود و این جایزه را از کلینت ایستوود و لیام نیسن گرفت. نیسن از اوهارا با عنوان «ملکه تکنی‌کالر» نام برد و گفت «او نه تنها به وسیله اجراهایش، که به خاطر موهای سرخ آتشین و چشم‌های زیبای سبز رنگش خاطرات زیادی برای ما به جا گذاشت.» ایستوود کهنه‌کار و بزرگ هم با نطقی طنزآمیز از جایگاه اوهارا تجلیل کرد.

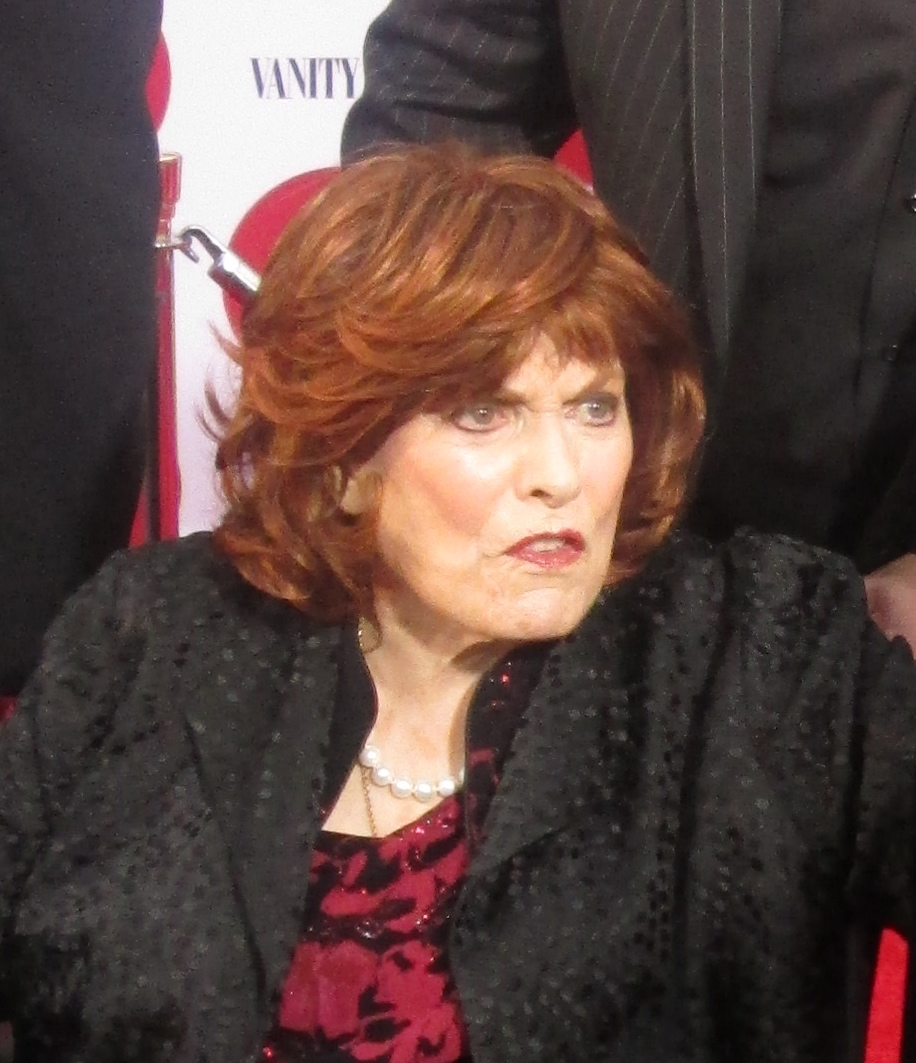

## مرگ
مورین اوهارا سرانجام ۲۴ اکتبر ۲۰۱۵ در سن ۹۵ سالگی در خانه‌اش در شهر بویزی آیداهو درگذشت.

## گزیده فیلم‌شناسی
- مسافرخانه جامائیکا (۱۹۳۹)
- گوژپشت نتردام (۱۹۳۹)
- دره من چه سرسبز بود (۱۹۴۱)
- قوی سیاه (۱۹۴۲)
- این زمین مال من است (۱۹۴۳)
- معجزه در خیابان سی و چهارم (۱۹۴۷)
- راز یک زن (۱۹۴۹)
- ریو گرانده (۱۹۵۰)
- علیه همه پرچم ها (۱۹۵۲)
- مرد آرام (۱۹۵۲)
- خط دراز طوسی (۱۹۵۵)
- مأمور ما در هاوانا (۱۹۵۹)
- دام والدین (۱۹۶۱)
- مک‌لینتاک! (۱۹۶۳)
- کوهستان اسپنسر (۱۹۶۳)
- نسل کمیاب (۱۹۶۶)
- جیک بزرگ (۱۹۷۱)